# 8e cérémonie des Online Film Critics Society Awards
La 8e cérémonie des Online Film Critics Society Awards (OFCS Awards), décernés par l'Online Film Critics Society, a eu lieu le 10 janvier 2005, et a récompensé les films réalisés l'année précédente.

## Palmarès

### Meilleur film
- Eternal Sunshine of the Spotless Mind

### Meilleure révélation
- Bryce Dallas Howard pour le rôle de Ivy Walker dans Le Village (The Village)

### Meilleur film en langue étrangère
- Un long dimanche de fiançailles  France  États-Unis